# Герои Социалистического Труда Ульяновской области
Список граждан Ульяновской области, удостоенных звания Герой Социалистического Труда.
| №  | Фамилия, Имя Отчество             | Деятельность                                                                                    | Год награждения |
| -- | --------------------------------- | ----------------------------------------------------------------------------------------------- | --------------- |
| 1  | Абрамова, Наталья Семёновна       | Трактористка совхоза «Анненковский», Ульяновский район.                                         | 1973            |
| 2  | Вадин, Яков Максимович            | Комбайнер совхоза «Правда», Мелекесский район.                                                  | 1976            |
| 3  | Ваньчев, Николай Иванович         | Старший агроном Новомалыклинской МТС.                                                           | 1948            |
| 4  | Ватутин, Иван Герасимович         | Монтажник треста «Ульяновсксельстрой».                                                          | 1966            |
| 5  | Волков, Николай Александрович     | Токарь-расточник УЗТС, г. Ульяновск.                                                            | 1971            |
| 6  | Галочкина, Клавдия Фёдоровна      | Ткачиха фабрики им. Ленина, Барышский район.                                                    | 1966            |
| 7  | Гаранин, Николай Филиппович       | Председатель колхоза «Сердце пятилетки», Карсунский район.                                      | 1950            |
| 8  | Гарифулина, Нурдида Кияметдиновна | Доярка областной опытной станции животноводства, Майнский район.                                | 1973            |
| 9  | Головачева, Мария Николаевна      | Бригадир лесокультурной бригады Майнского лесокомбината.                                        | 1974            |
| 10 | Грачёв, Александр Сергеевич       | Бригадир колхоза им. Молотова, Чердаклинский район.                                             | 1948            |
| 11 | Денисов, Василий Васильевич       | Слесарь-инструментальщик завода им. Володарского, г. Ульяновск.                                 | 1971            |
| 12 | Епифанов, Борис Николаевич        | Расточник приборостроительного завода.                                                          | 1966            |
| 13 | Ермолаева, Вера Александровна     | Звеньевая колхоза им. Ф. Энгельса, Новомалыклинский район.                                      | 1948            |
| 14 | Живайкин, Владимир Данилович      | Бригадир тракторной бригады Новомалыклинской МТС.                                               | 1948            |
| 15 | Жуков, Фёдор Семёнович            | Старший механик Новомалыклинской МТС.                                                           | 1948            |
| 16 | Захарычев, Михаил Васильевич      | Бригадир тракторной бригады колхоза им. Свердлова, Ульяновский район.                           | 1966            |
| 17 | Земскова, Мария Васильевна        | Свинарка колхоза «Правда», Барышский район.                                                     | 1966            |
| 18 | Золинов, Владимир Григорьевич     | Машинист депо Ульяновск-I.                                                                      | 1959            |
| 19 | Зотов, Зиновий Фёдорович          | Бригадир плотников-бетонщиков СМУ-21 Главульяновскстроя, г. Ульяновск.                          | 1971            |
| 20 | Зиятов, Вазых Зиятович            | Бригадир тракторной бригады колхоза им. 1 Мая, Мелекесский район.                               | 1966            |
| 21 | Иванов, Александр Михайлович      | Расточник механического завода, г. Ульяновск.                                                   | 1971            |
| 22 | Игонин, Владимир Панфилович       | Комбайнер совхоза «Хмелевский», Мелекесский район.                                              | 1973            |
| 23 | Каштанова, Елена Романовна        | Трактористка колхоза «Прогресс», Сурский район.                                                 | 1966            |
| 24 | Козлова, Елизавета Ивановна       | Трактористка колхоза им. Ленина, Карсунский район.                                              | 1971            |
| 25 | Константинов, Иван Дмитриевич     | Председатель колхоза «12 лет Октября», Чердаклинский район.                                     | 1966            |
| 26 | Костин, Михаил Николаевич         | Директор совхоза им. Крупской, Мелекесский район.                                               | 1971            |
| 27 | Краснов, Владимир Павлович        | Директор завода «Комета», г. Ульяновск.                                                         | 1984            |
| 28 | Крашенинников, Виктор Григорьевич | Фрезеровщик механического завода, г. Ульяновск.                                                 | 1974            |
| 29 | Кузьмин, Петр Иванович            | Бригадир колхоза им. Ф. Энгельса, Новомалыклинский район.                                       | 1948            |
| 30 | Кузьмина, Нина Николаевна         | Директор Радищевской средней школы.                                                             | 1968            |
| 31 | Кулагина, Инна Михайловна         | Главный зоотехник колхоза им. Жданова, Радищевский район.                                       | 1966            |
| 32 | Куприянов, Алексей Иванович       | Звеньевой совхоза «Безводовский», Кузоватовский район.                                          | 1973            |
| 33 | Лаврова, Вера Васильевна          | Главный врач Новочеремшанской больницы, Новомалыклинский район.                                 | 1969            |
| 34 | Лагутин, Алексей Фёдорович        | Работа на целине по комсомольской путевке, Карсунский район.                                    | 1957            |
| 35 | Лазарева, Галина Михайловна       | Преподаватель железнодорожного училища, г. Ульяновск.                                           | 1978            |
| 36 | Логунов, Петр Фёдорович           | Бригадир тракторной бригады Сурской МТС.                                                        | 1948            |
| 37 | Лямзина, Нина Васильевна          | Ткачиха фабрики им. Свердлова, Барышский район.                                                 | 1976            |
| 38 | Макарова, Екатерина Александровна | Птичница госплемптицезавода «Панциревский», Инзенский район.                                    | 1966            |
| 39 | Мезин, Семён Васильевич           | Бригадир тракторной бригады Моишевской МТС, Мелекесский район.                                  | 1948            |
| 30 | Митрофанов, Михаил Васильевич     | Фрезеровщик приборостроительного завода, г. Ульяновск.                                          | 1971            |
| 41 | Митряева, Вера Фёдоровна          | Доярка Анненковской опытной станции животноводства, Майнский район.                             | 1966            |
| 42 | Моисеев, Николай Фёдорович        | Бригадир колхоза «МОПР», Николо-Черемшанский район.                                             | 1948            |
| 43 | Наумова, Екатерина Григорьевна    | Наладчица оборудования моторного завода, г. Ульяновск.                                          | 1974            |
| 44 | Никулин, Василий Иванович         | Звеньевой колхоза им. XX съезда КПСС, Кузоватовский район.                                      | 1986            |
| 45 | Охонский, Александр Иванович      | Начальник Ульяновской ШВЛП, г. Ульяновск.                                                       | 1973            |
| 46 | Павлов, Борис Тимофеевич          | Председатель колхоза им. Жданова, Вешкаймский район.                                            | 1973            |
| 47 | Пашинов, Николай Васильевич       | Звеньевой механизированного звена совхоза «Кузоватовский».                                      | 1966            |
| 48 | Пинков, Фёдор Максимович          | Председатель колхоза «МОПР», Николо-Черемшанский район.                                         | 1948            |
| 49 | Пирогов, Василий Кузьмич          | Бригадир тракторной бригады колхоза «Память Куйбышева» Цильнинского района Ульяновской области. | 1966            |
| 50 | Поварова, Александра Ивановна     | Доярка госплемптицезавода «Панциревский», Инзенский район.                                      | 1971            |
| 51 | Пономарев, Аркадий Фёдорович      | Комбайнер совхоза «Карлинский», Ульяновский район.                                              | 1976            |
| 52 | Прохоров, Владимир Иванович       | Звеньевой механизированного звена колхоза «Победа», Чердаклинский район.                        | 1973            |
| 53 | Рашитова, Танзиля Кабировна       | Бригадир совхоза «Старокулаткинский» Старокулаткинского района.                                 | 1971            |
| 54 | Салатов, Виктор Арсентьевич       | Шлифовщик Ульяновского автозавода.                                                              | 1966            |
| 55 | Салмин, Алексей Фёдорович         | Директор Новомалыклинской МТС.                                                                  | 1948            |
| 56 | Селёдкин, Александр Николаевич    | Бригадир колхоза «МОПР», Николо-Черемшанский район.                                             | 1948            |
| 57 | Симанский, Александр Николаевич   | Шлифовщик завода им. Володарского, г. Ульяновск.                                                | 1966            |
| 58 | Симонова, Анна Степановна         | Ткачиха фабрики им. Гладышева, Барышский район.                                                 | 1971            |
| 59 | Старостин, Михаил Леонтьевич      | Бригадир колхоза им. Молотова, Чердаклинский район.                                             | 1948            |
| 60 | Сяплов, Фёдор Алексеевич          | Председатель колхоза им. Ф.Энгельса, Новомалыклинский район.                                    | 1948            |
| 61 | Тимонин, Петр Иванович            | Бригадир тракторной бригады колхоза им. Жданова, Вешкаймский район.                             | 1971            |
| 62 | Трубачёва, Мария Ивановна         | Токарь Ульяновского автозавода.                                                                 | 1960            |
| 63 | Тытыш, Иван Прокопьевич           | Бригадир тракторной бригады МТС им. Володарского, г. Ульяновск.                                 | 1948            |
| 64 | Усов, Петр Матвеевич              | Комбайнер колхоза «Победа», Чердаклинский район.                                                | 1966            |
| 65 | Фаизов, Салихзян Халимович        | Звеньевой колхоза «Волга», Цильнинский район.                                                   | 1971            |
| 66 | Фролова, Клавдия Семёновна        | Бригадир молочнотоварной фермы областной опытной станции, Ульяновский район.                    | 1966            |
| 67 | Хохлачёв, Борис Александрович     | Директор Новоульяновского цемзавода, Ульяновский район.                                         | 1974            |
| 68 | Чагров, Терентий Алексеевич       | Председатель колхоза им. Молотова, Чердаклинский район.                                         | 1948            |
| 69 | Чайкин, Геннадий Андреевич        | Главный инженер совхоза им. Крупской, Чердаклинский район.                                      | 1966            |
| 70 | Чернов, Александр Николаевич      | Расточник радиолампового завода, г. Ульяновск.                                                  | 1971            |
| 71 | Яковлев, Василий Афанасьевич      | Первый секретарь Майнского РК КПСС.                                                             | 1973            |
| 72 | Яшин, Афанасий Фёдорович          | Заведующий коневодческой фермой колхоза «Сердце пятилетки», Карсунский район.                   | 1950            |